# Chevrolet Cobalt
O Chevrolet Cobalt foi um automóvel sedan compacto produzido pela Chevrolet para o mercado norte-americano entre os anos de 2004 a 2010. Foi substituído nos Estados Unidos pelo Chevrolet Cruze. No Brasil, foi produzido entre 2011 e 2019.

## História
Nos EUA, o Cobalt era disponível nas versões cupê e sedã, baseado na plataforma Delta da GM, que também era partilhada com o Chevrolet HHR, Pontiac G5, Astra (Opel, Vauxhall, Holden, Marques e Saturn), e Opel Zafira. Entre as versões disponíveis, também havia uma variante Super Sport. Todos Cobalts foram produzidos na fábrica da GM em Lordstown, Ohio. De acordo com a Agência de Proteção Ambiental dos Estados Unidos, o Cobalt é um subcompacto.
A partir de 2009, a Chevrolet lançou o sucessor global do Cobalt, o Chevrolet Cruze (baseado na nova plataforma Delta II), primeiramente introduzido na Europa e depois, em 2010, nos Estados Unidos. A produção do Cobalt terminou em junho de 2010. A nova geração foi lançada em 2011 especialmente para os mercados latino-americanos.

### Especificações
A suspensão dianteira é independente, tipo McPherson, tendo uma barra de torção semi-independente na parte traseira. A distância entre-eixos é de 2,62m, a largura é de 1,73m. O peso é de mediano, 1.216 kg para o cupê e 1.246 kg para o sedan. A potência do motor aumentou para 155 cv.

### Mudanças
2006: LT é comercializado como um pacote de gama média, o nível de acabamento superior era a LTZ. Além disso, como a maioria dos outros veículos da GM esse ano, a marca da GM símbolo Excelência foi adicionado em ambos os para-lamas dianteiros perto das portas.
2007: Ambos os motores foram preparados para proporcionarem mais potência, mantendo a mesma economia de combustível. O 2.2L Ecotec disponibilizava 148 cavalos, já a 2,4L Ecotec, 173 hp. Outras mudanças proporcionavam um volante, novo console, novos e nova unidade de cabeça de rádio que apresenta uma entrada de áudio.
2008: O 2,4L de aspiração natural, de alta potência SS cupê e sedã SS foram renomeados para apenas "Sport Coupe" e "Sport Sedan", respectivamente. O novo Cobalt SS possuía um motor de 260 cavalos turboalimentado, substituindo o motor Supercharged que foi oferecido 2005-2007. Airbags laterais para melhorar a segurança e leitor de MP3 tornam-se padrão ao invés de opcionais. É introduzido o sistema de controle de estabilidade StabiliTrak.
2009: O 2,4L de aspiração natural são substituídos pelo motor 2,2L proporcionando assim uma maior economia de combustível e maior potência. o Sedan SS foi adicionado à programação. Três cores exteriores foram alteradas, e as cores neutras interior excluída. capacidades Bluetooth foram adicionadas, assim como a opção por um indicador de performance reconfigurável. A RPD, disponível apenas no cupê SS, pode ler dados de saída de vários motores e alterar as configurações de desempenho.

### Segurança
De acordo com o Insurance Institute for Highway Safety (IIHS) o Cobalt tem classificação "Boa" para colisões frontais. No entanto, ele recebe um "Ruim" para impactos laterais, sem airbags de cortina laterais, e uma pontuação de "Aceitável" com airbags de cortina laterais. Em 2008, airbags de cortina laterais se tornaram padrão, mas a estrutura do Cobalt permanece a mesmo e, consequentemente, na estrutura categoria de segurança do impacto do IIHS, o Cobalt recebe uma pontuação de "Ruim". Airbags laterais são limitadas ao tipo de cortina, airbags laterais do tronco do tipo não estão disponíveis. De acordo com as medições do IIHS é levado prejuízo no teste de impacto lateral do tronco do condutor é dada uma pontuação de "Marginal".

### Problemas
No início de 2007, 98.000 cupês Cobalt do ano 2005-06 foram retirados do mercado depois que se descobriu que não atendiam aos requisitos de segurança federais, devido à falta de proteção adequada em uma área específica. Isto resultou em uma vulnerabilidade inaceitável para lesões na cabeça, apesar de a GM alegar que a vulnerabilidade afetaria apenas os motoristas que não usassem cinto de segurança.
Em 2 de março de 2010, a GM anunciou um recall de 1,3 milhão de carros compactos na América do Norte, incluindo o Chevrolet Cobalt, devido a problemas de direcção assistida. GM planeja fixar modelos mais antigos antes de fixar os modelos atuais, como o carro foi substituído pelo Chevrolet Cruze no final de 2010. O Pontiac G5 e suas variantes internacionais também foram afetados, apesar de a GM já tinha terminado a produção da marca Pontiac por esse ponto.

## Segunda geração

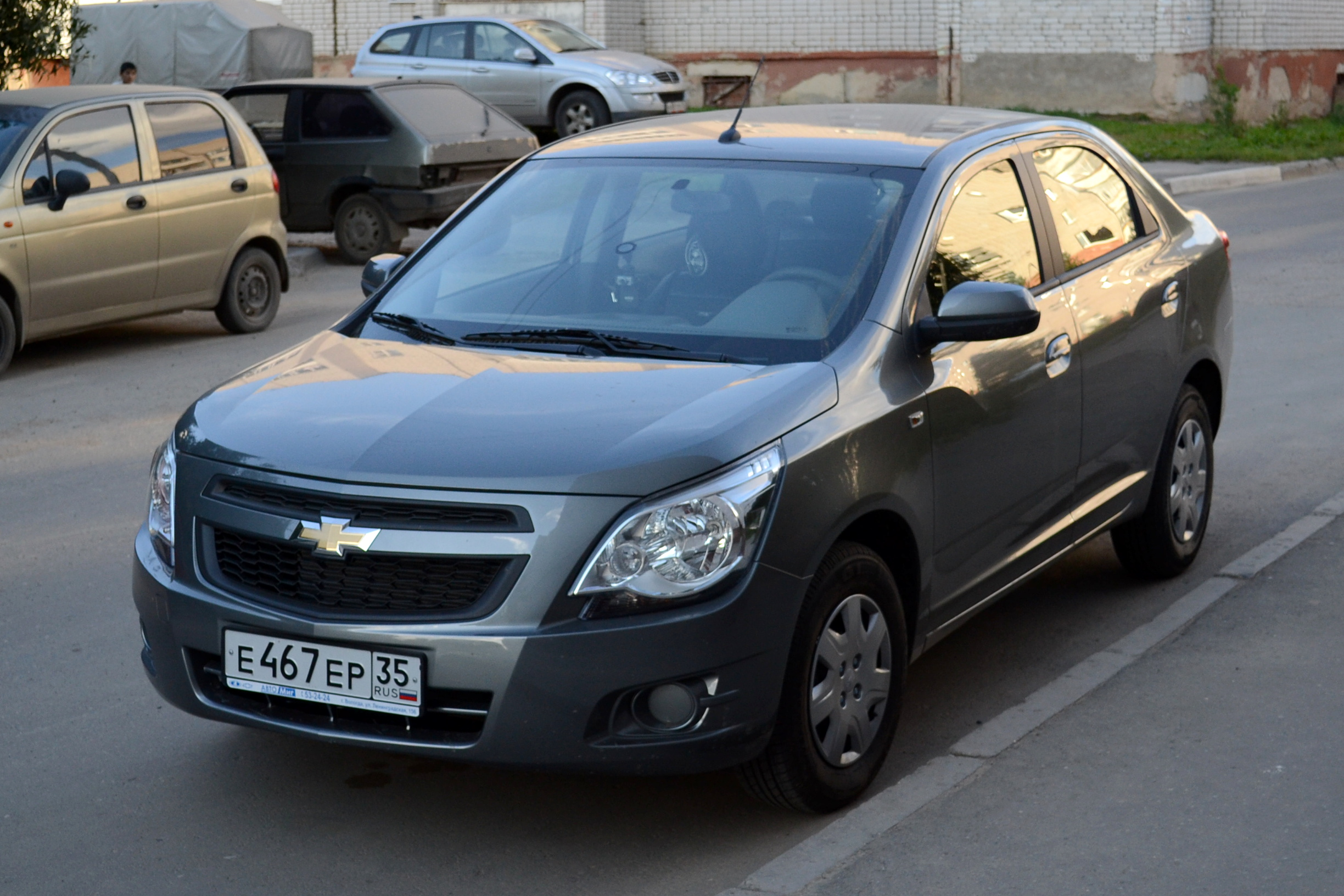
Chevrolet Cobalt 2013.

Em 2011, a General Motors do Brasil anunciou o Cobalt, equipado com motor 1.4 EconoFlex. Embora esteticamente semelhante, o novo Cobalt não estava diretamente relacionado ao Chevrolet Agile, dado que o primeiro compartilha as bases do Chevrolet Sonic/Aveo, enquanto o Agile compartilha a plataforma do Corsa B de 1993.
Em 2012 a Chevrolet lançou as novas motorizações 1.8, com a opção da transmissão automática de seis velocidades nos modelos 2012/2013, nas versões LT e LTZ.
Foi reformulado em Julho de 2016, ainda como modelo 2016, existindo portanto dois modelos do Cobalt neste ano. Nos primeiros meses do ano as vendas foram, em média, de 1200 unidades ao mês. Com a reestilização, um facelifting na verdade, as vendas retornaram ao patamar médio de 2300 unidades por mês.

## Terceira geração

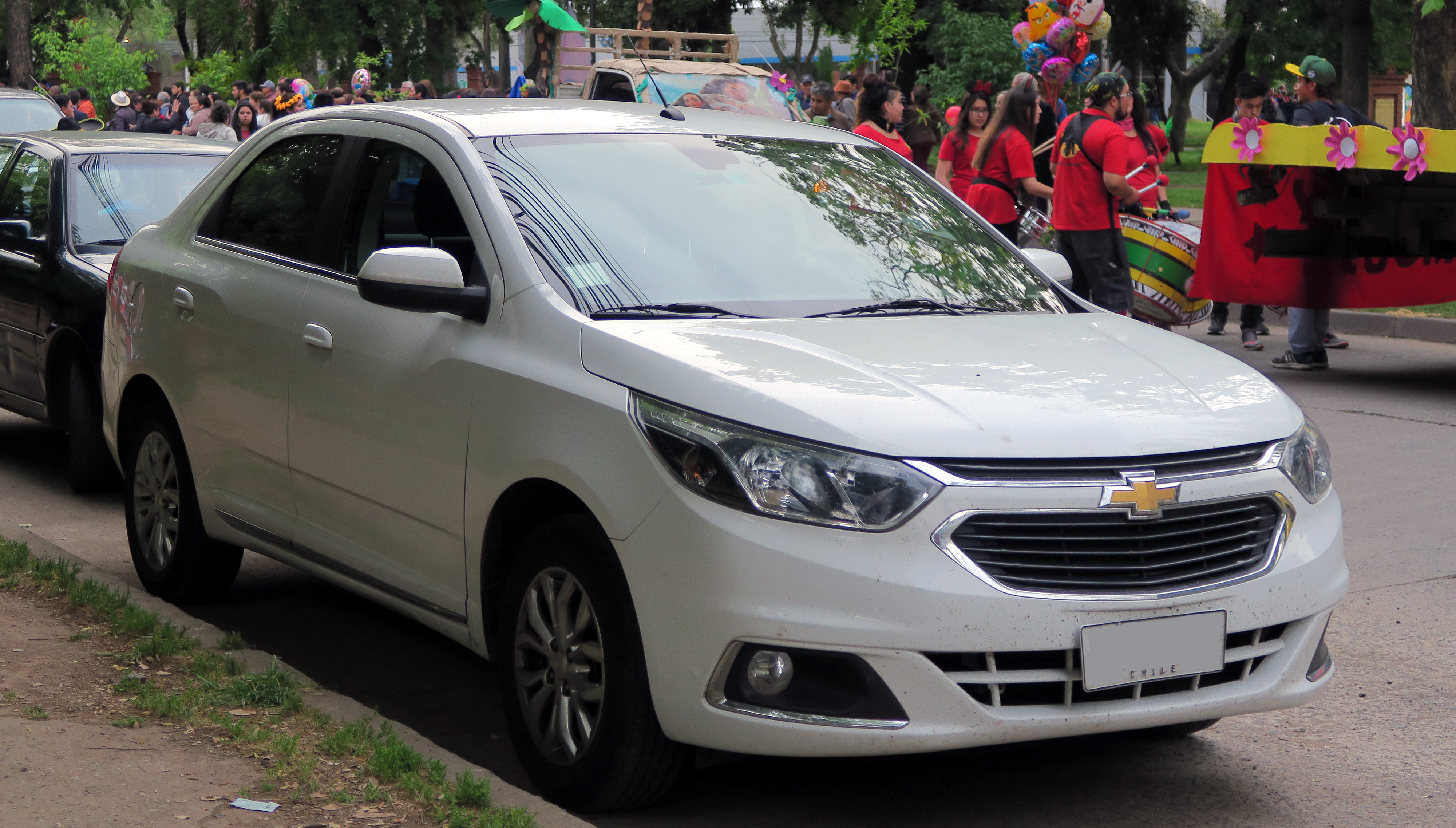
Chevrolet Cobalt 2017.

No modelo 2017 recebeu reprogramação da transmissão automática e da injeção/ignição, além de redução de 35 kg no peso, além de passar a utilizar pneus de baixa resistência ao rolamento, eliminando a origem das principais críticas ao carro: o consumo elevado. Efetivamente, a partir do modelo 2017 o Cobalt passou a ser um dos modelos mais econômicos de sua categoria.
O modelo saiu de linha em dezembro de 2019, sendo sua faixa de mercado parcialmente ocupada pelo novo Chevrolet Onix Plus.